# Palmyra (thị trấn), Wisconsin
Palmyra là một thị trấn thuộc quận Jefferson, tiểu bang Wisconsin, Hoa Kỳ. Năm 2010, dân số của thị trấn này là 1.124 người.